# لژیون چکسلواکی

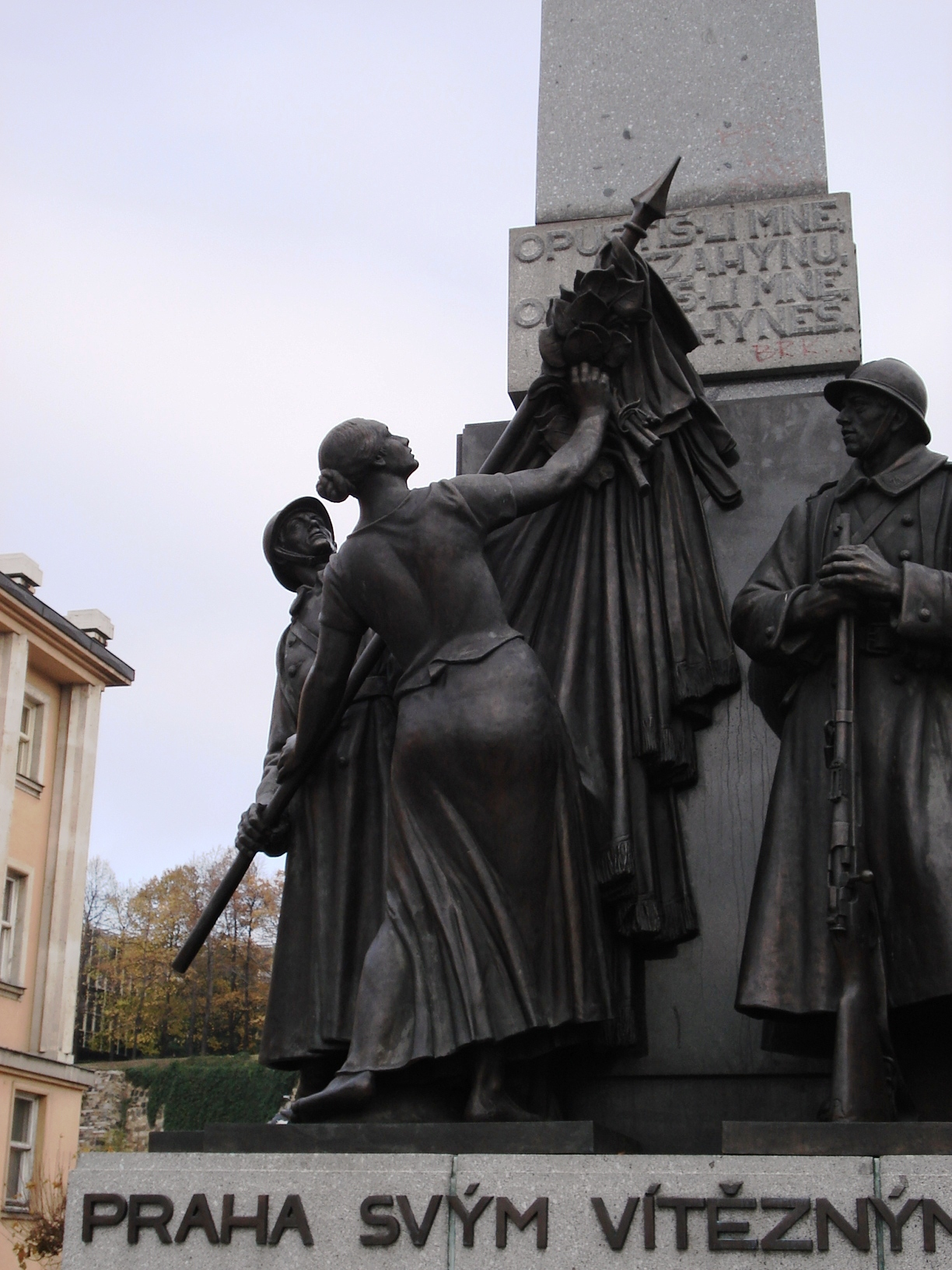
یادبودی از لژیون‌های چکسلواکی

لژیون چکسلواکی (چکی: Československé legie) نیروهای مسلح داوطلب متشکل از چک‌ها و اسلواک‌ها که به اتفاق یکدیگر در جنگ جهانی اول علیه اتحاد مثلث می‌جنگیدند. هدف آنان این بود که حمایت متفقین را برای استقلال مناطق بوهم، موراوی و اسلواکی از قلمرو اتریش-مجارستان جلب کنند. آنان با کمک سیاستمدارانی چون توماش مازاریک به یک نیروی نظامی چند هزار نفری تبدیل شدند. آنان طی جنگ جهانی اول در کنار سربازان امپراتوری روسیه جنگیدند و پس از خروج روسیه از جنگ، لژیون چکسلواکی به جنگ با بلشویک‌ها پرداخت و مناطق مهمی چون راه آهن سراسری سیبری را طی جنگ داخلی روسیه متصرف شد.
اعضای این لژیون با پایان جنگ جهانی اول، تبدیل به بدنه اصلی ارتش جدید چکسلواکی شدند. بسیاری از آنان در جنگ لهستان و چکسلواکی در ۱۹۱۹ شرکت جستند.